# Luka Modrić
Luka Modrić, hrvaški nogometaš, * 9. september 1985, Zadar, Hrvaška.
Trenutno igra za španski klub Real Madrid, v katerega je prestopil avgusta 2012 iz Tottenhama za 35 milijonov €.